# Cutler Bay
Cutler Bay est une ville américaine située dans le comté de Miami-Dade en Floride.

## Démographie
| 1960  | 1970   | 1980   | 1990   | 2000   | 2010   |
| ----- | ------ | ------ | ------ | ------ | ------ |
| 7 005 | 17 441 | 20 886 | 21 268 | 24 781 | 40 286 |

Selon le recensement de 2010, Cutler Bay compte 40 286 habitants. La municipalité s'étend sur 10,24 milles carrés (26,52 km2), dont 9,83 milles carrés (25,46 km2) de terres.